# Långtjärnen (Stensele socken, Lappland, 722529-157320)
Långtjärnen är en sjö i Storumans kommun i Lappland och ingår i Umeälvens huvudavrinningsområde.